# Hideaki Ōmura

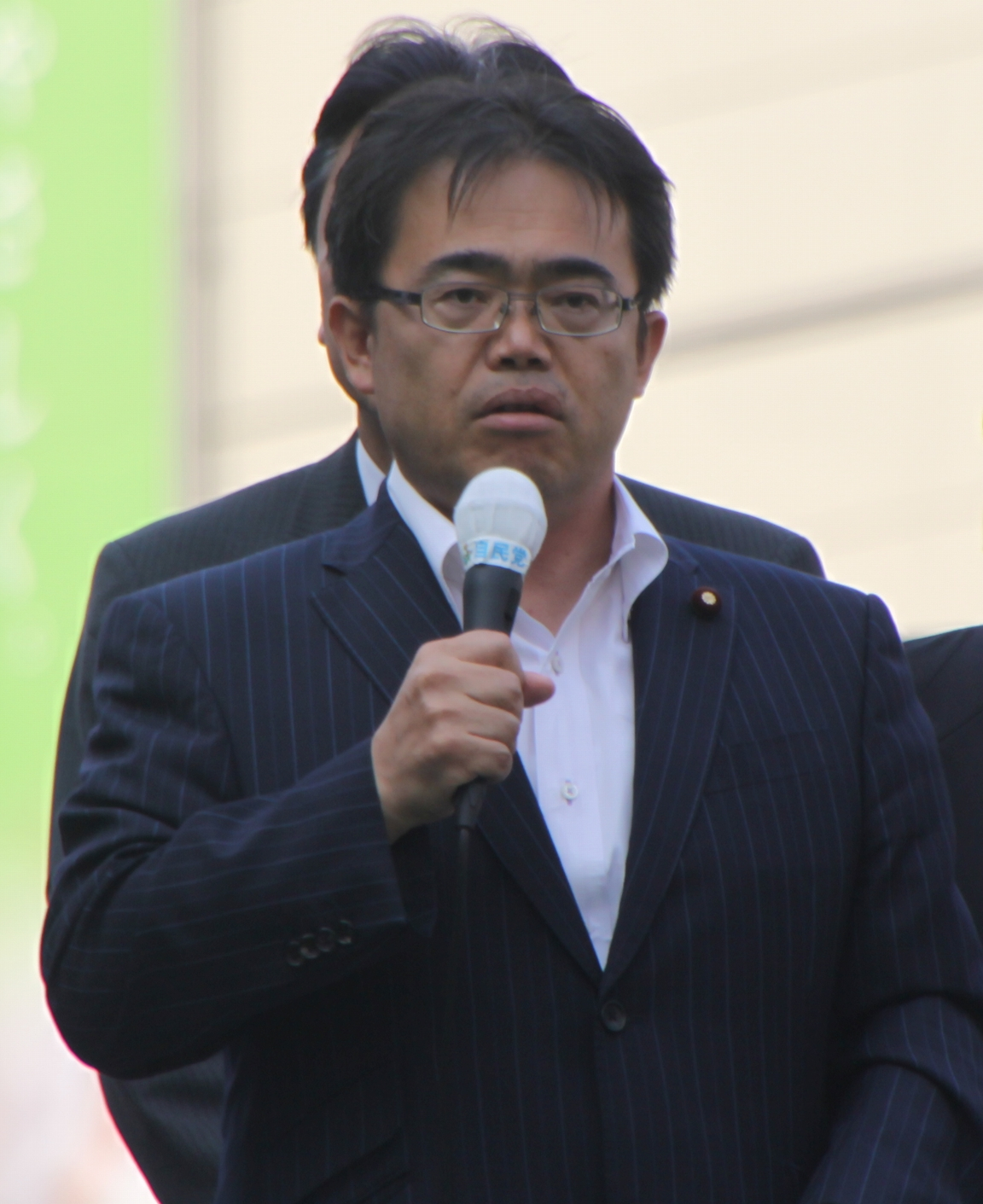
Hideaki Ōmura 2010

Hideaki Ōmura (jap. 大村 秀章 Ōmura Hideaki; * 9. März 1960 in Hekinan, Präfektur Aichi) ist ein parteiloser japanischer Politiker, Gouverneur von Aichi und ehemaliger Abgeordneter im Shūgiin, dem Unterhaus des nationalen Parlaments, für den Verhältniswahlblock Tōkai. Bis 2010 war er Mitglied der Liberaldemokratischen Partei (LDP), darin der Nukaga-Faktion.
Ōmura studierte Rechtswissenschaft an der Universität Tokio und wurde nach seinem Abschluss 1982 Beamter im Ministerium für Landwirtschaft, Forsten und Fischerei. 1995 wechselte er in die Politik und übernahm den Vorsitz des LDP-Büros für den 13. Wahlkreis Aichi, den er bei der Shūgiin-Wahl 1996 zwar an Satoshi Shima verlor, aber über den Verhältniswahlblock Tōkai gewählt wurde. Den Wahlkreis konnte er bei den drei folgenden Wahlen gewinnen (im Jahr 2000 um weniger als 400 Stimmen), 2009 unterlag er dem Demokraten Kensuke Ōnishi, wurde aber wieder über den Block als Abgeordneter bestätigt und war danach der einzige LDP-Abgeordnete aus Aichi.
2001 wurde er nach dem Amtsantritt des ersten Kabinetts Koizumi parlamentarischer Staatssekretär im Wirtschaftsministerium, ein Jahr später Vizeminister im Kabinettsbüro, eine Position, die er 2006 im Kabinett Abe erneut erhielt, als er den zum Staatsminister berufenen Yoshimi Watanabe ersetzte. Von 2009 bis 2010 war er Vizeminister im Arbeits- und Sozialministerium. In der LDP war er unter anderem stellvertretender Vorsitzender des Komitees für Parlamentsangelegenheiten (2008, 2010) und Vorsitzender des Präfekturverbands Aichi.
Im Dezember 2010 verließ er die LDP und legte im Januar 2011 sein Abgeordnetenmandat nieder, um als Unabhängiger bei der Gouverneurswahl in Aichi im Februar 2011 um die Nachfolge von Masaaki Kanda zu kandidieren. Im Wahlkampf setzte sich Ōmura insbesondere für eine Senkung der präfekturalen „Bürgersteuer“ (kenmin-zei) um zehn Prozent ein. Die Wahl am 6. Februar 2011 gewann er mit Unterstützung durch die Kōmeitō und die Regionalpartei Genzei Nippon von Takashi Kawamura, der am gleichen Tag die Bürgermeisterwahl in Nagoya gewann und beim Recall-Referendum die Auflösung des Stadtrates erreichte, gegen zwei Kandidaten, die durch die beiden großen Parteien LDP und DPJ gestützt wurden, und zwei weitere Bewerber.
Für die Gouverneurswahl hatte Ōmura eine eigene Partei gegründet, die Nihon-ichi Aichi no Kai (日本一愛知の会, engl. ATJ), die ihn bei der Gouverneurswahl unterstützte und bei der Parlamentswahl in Aichi im April 2011 mit der Genzei Nippon kooperierte, fünf Mandate gewann und anschließend eine gemeinsame Fraktion mit der Genzei Nippon bildete. Im Sommer 2012 gründete Ōmura das Chūkyō Ishin no Kai (中京維新の会), mit dem er ursprünglich durch Kandidatennominierungen bei der vor Herbst 2013 fälligen nächsten Shūgiin-Wahl in die nationale Politik vorstoßen wollte.
2015, 2019 und 2023 wurde Ōmura jeweils mit Zweidrittelmehrheiten wiedergewählt.